# 米兰·斯托亚迪诺维奇
米兰·斯托亚迪诺维奇（Milan Stojadinović）(Милан Стојадиновић; 1888年8月4日—1961年10月26日)， 塞尔维亚政治家，南斯拉夫王国财政大臣（1922—1926）、南斯拉夫首相兼外交大臣（1935—1939）。1910年从贝尔格莱德大学毕业，后赴德、英、法三国留学。1919年任贝尔格莱德大学经济学教授，1922年任财政大臣。1935年6月任首相，在外交方面抛弃盟友捷克斯洛伐克和法国而靠拢纳粹德国。1937年同宿敌意大利和保加利亚订立条约。1939年辞去首相职务。1940年因有为轴心国当傀儡政权首脑的嫌疑被捕入狱。1941年秘密逃出南斯拉夫。1949年移居阿根廷，编辑出版过一份经济学杂志。所写回忆录《非战非和》(Ni rat ni pakt - Jugoslavija između dva rata)于1963年出版。